# Róbert Nagy (Radsportler)
Róbert Nagy (* 4. November 1972 in Bratislava) ist ein ehemaliger slowakischer Radrennfahrer.

## Sportliche Laufbahn
Róbert Nagy wurde im Jahr 2000 slowakischer Meister im Straßenrennen und gewann die Lavanttaler Radsporttage. Im nächsten Jahr fuhr er dann für die tschechische Mannschaft PSK Remerx. 2002 gewann Nagy eine Etappe bei Paths of King Nikola und ein Teilstück beim Grand Prix Cycliste de Gemenc, wo er auch Gesamtdritter wurde. In der Saison 2003 gewann er den nationalen Zeitfahrmeistertitel.
1996 und 2000 startete Nagy bei Olympischen Spielen im Straßenrennen, kam aber beide Male nicht im Ziel an. 
2005 wurde Nagy für zwei Jahre wegen Dopings gesperrt, nachdem er während der Österreich-Rundfahrt positiv auf Testosteron getestet worden war. Anschließend war er wieder als Radsportler aktiv und gewann mit der dritten Etappe der Ungarn-Rundfahrt 2007 nochmals ein internationales Rennen. National belegte er mehrere Male bei nationalen Meisterschaften im Zeitfahren auf der Straße vordere Plätze.
In der Saison 2015 wurde Nagy letztmals in den Ergebnislisten der UCI geführt.

## Erfolge
1999
- eine Etappe Serbien-Rundfahrt

2000
- Slowakischer Meister – Straßenrennen
- Lavanttaler Radsporttage
- Bergwertung Slowakei-Rundfahrt

2002
- eine Etappe Paths of King Nikola
- eine Etappe Grand Prix Cycliste de Gemenc

2003
- Slowakischer Meister – Einzelzeitfahren

2007
- eine Etappe Ungarn-Rundfahrt